# Distrito de Bokaro
Bokaro (en hindi; बोकारो जिला) es un distrito de la India en el estado de Jharkhand. Código ISO: IN.JK.BO.
Comprende una superficie de 2 861 km².
El centro administrativo es la ciudad de Bokaro.

## Demografía
Según censo 2011 contaba con una población total de 2 061 918 habitantes, de los cuales 985 648 eran mujeres y 1 076 270 varones.

## Localidades
- Bhojudih
- Chandan Kiyari
- Dugda